# Hoya pandurata
Hoya pandurata är en oleanderväxtart som beskrevs av Ying Tsiang. Hoya pandurata ingår i släktet Hoya och familjen oleanderväxter. Inga underarter finns listade i Catalogue of Life.